# Епархија западноамеричка
Епархија западноамеричка (енгл. Diocese of Western America) епархија је Српске православне цркве.
Надлежни архијереј је архиепископ Максим (Васиљевић), а сједиште епархије се налази у Алхамбри односно Лос Анђелесу.

## Историја
Епархија западноамеричка је основана 1963. године арондацијом Америчко-канадске епархије. Први епископ западноамерички је био Григорије Удицки (1963—83), а за њим слиједе Хризостом Столић (1988—92), Јован Младеновић (1994—2002) и Максим Васиљевић (од 2006).
Садашња Епархија западноамеричка је конституисана сходно одлуци Светог архијерејског сабора Српске православне цркве од 21. маја 2009. према којој је извршена арондација тадашњих епархија Српске православне цркве: Средњозападноамеричке, Источноамеричке, Западноамеричке и Канадске Српске православне цркве у САД и Канади, као и Епархије за Америку и Канаду Митрополије новограчаничке. Тада су конституисане још и епархије: Митрополија либертивилско-чикашка, Епархија новограчаничко-средњозападноамеричка, Епархија источноамеричка и Епархија канадска.

## Епископи
Епископи Западноамеричке епархије од 1963:
| Портрет | Име и презиме            | Време службе |
| ------- | ------------------------ | ------------ |
|         | епископ Григорије Удицки | 1963—1985    |
|         | епископ Хризостом Столић | 1988—1992    |
|         | епископ Јован Младеновић | 1994—2002    |
|         | епископ Максим Васиљевић | од 2006.     |

## Манастири
- Манастир Светог Пајсија, Аризона
- Манастир Сретење, Калифорнија
- Манастир Светог Германа Аљаског, Калифорнија
- Манастир Светог Нила, Аљаска

## Галерија
- Улаз у порту храма Светог Стефана Првовјенчаног у Алхамбри, катедралној српској православној цркви у западноамеричком владичанству
- Црква Светог Стефана Првовјенчаног у Лос Анђелесу, Алхамбра